# Procepon insolitum
Procepon insolitum is een pissebed uit de familie Bopyridae. De wetenschappelijke naam van de soort is voor het eerst geldig gepubliceerd in 1937 door Sueo M. Shiino.